# شهرستان چسکی کروملوف
ناحیهٔ تشسکی کروملوو (به لاتین: Český Krumlov District) یک ناحیه در جمهوری چک است که در منطقه بوهمی جنوبی واقع شده‌است. ناحیهٔ تشسکی کروملوو ۱٬۶۱۵٫۰۳ کیلومتر مربع مساحت و ۶۰٬۷۰۸ نفر جمعیت دارد.